# Theodor Lente-Adeler
Theodor Lente-Adeler (født 26. maj 1702, død 21. april 1767) var en dansk amtmand.
Han var søn af Frederik Christian Adeler, købte 1730 Lykkesholm i Svendborg Amt, blev senere gehejmeråd, 1752 Ridder af Dannebrog, 1763 af l'union parfaite. Han var amtmand over Nyborg og Tranekær Amter. Ifølge sin broder Christian Lente-Adelers testamente af 1755 fik han 1758 patent på at kaldes Lente-Adeler. Han ægtede 1727 hofdame Leopoldine Cathrine Rosenkrantz, dame de l'union parfaite (1710-1768). Han var far til Frederik Christian Lente-Adeler og døde 21. april 1767.